# 2007-es cannes-i fesztivál
A 60. cannes-i filmfesztivált 2007. május 16. és május 27. között rendezték meg Stephen Frears brit filmrendező elnökletével. A megnyitóest házigazdája Diane Kruger német színésznő volt, aki anyanyelvén kívül franciául és angolul is köszöntötte a mintegy 2400 díszvendéget. A rangos filmes eseményt hivatalosan Su Csi (Shu Qi) tajvani színésznő és Manoel de Oliveira portugál filmrendező közösen nyitotta meg. A hivatalos versenyprogramban 22 nagyjátékfilm és 11 rövidfilm szerepelt; az Un certain regard szekcióban 19 játékfilm, a Cinéfondation keretében 16, míg versenyen kívül 12 új és 26 filmtörténeti alkotást vetítettek. A párhuzamos rendezvények Kritikusok Hete szekciójában 7 nagyjátékfilmet, 7 rövidfilmet és külön vetítéseken további 11 alkotást mutattak be, a Rendezők Kéthete elnevezésű szekció keretében pedig 23 nagyjátékfilm, 10 kisfilm és külön vetítéseken 3 alkotás vetítésére került sor.

## A 2007. évi fesztivál

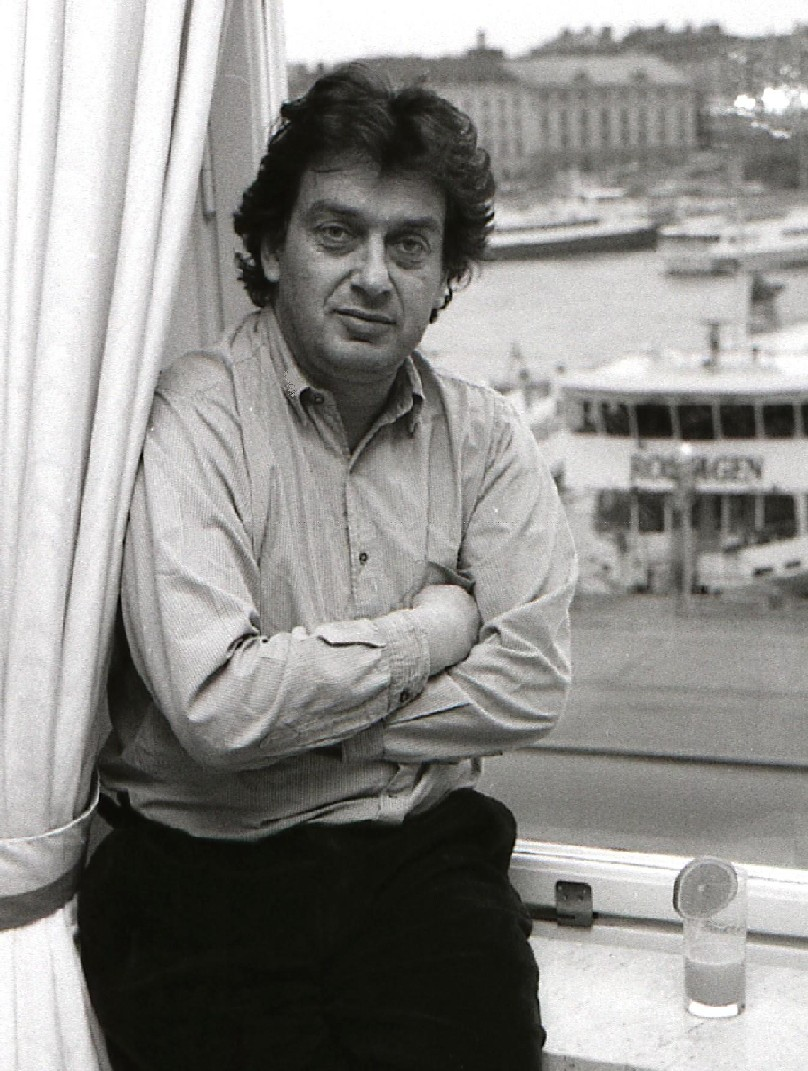
Stephen Frears, a zsűri elnöke

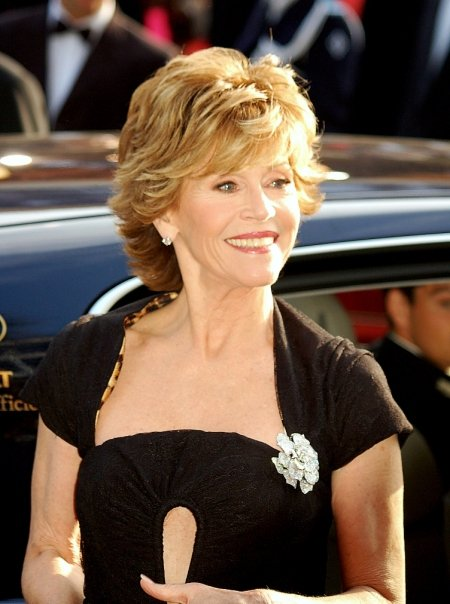
A Tiszteletbeli Pálmás Jane Fonda

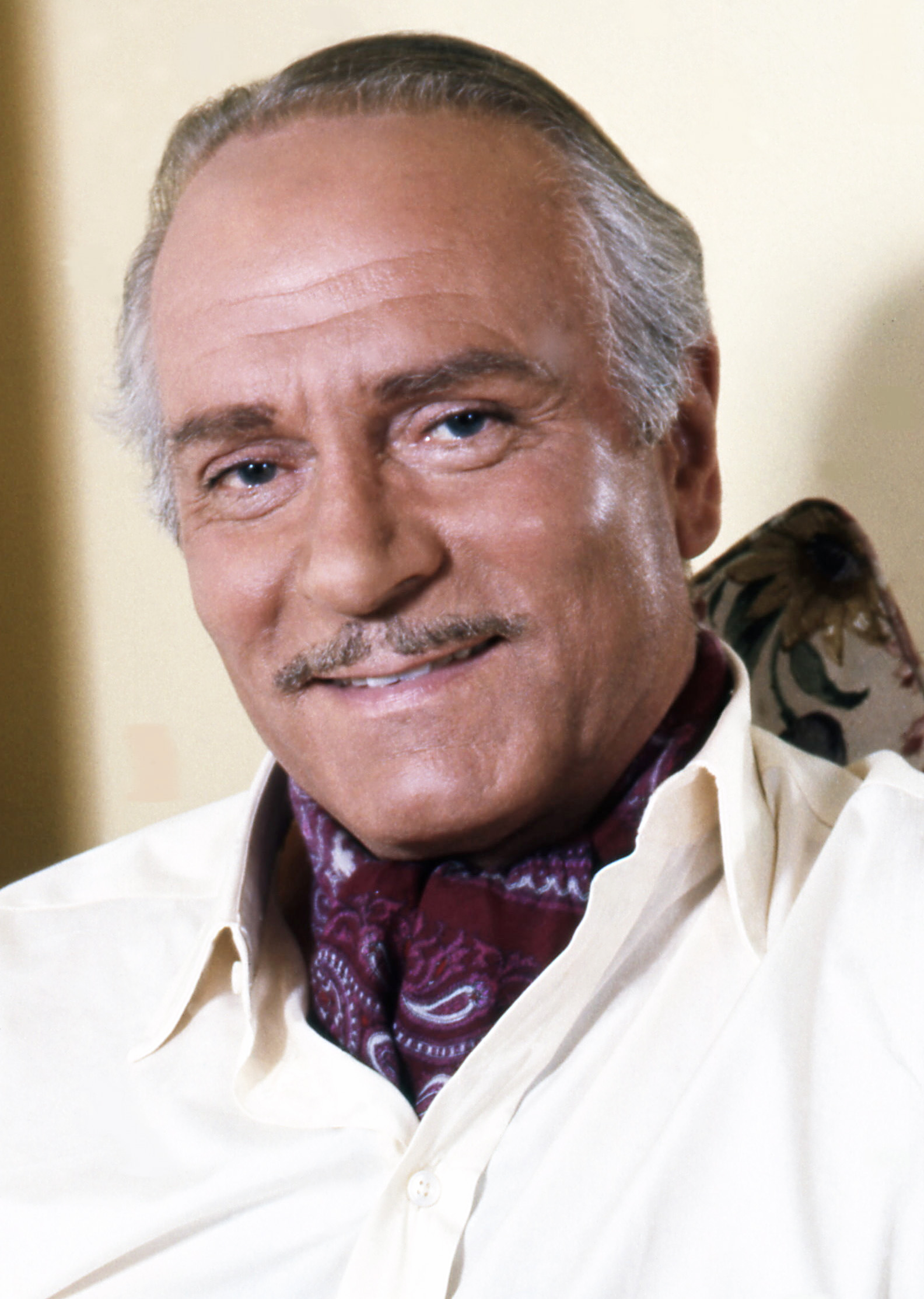
Aki előtt tisztelettel adóztak: Laurence Olivier

A jubileumi rendezvény szervezői igyekeztek Cannes-ban már jól ismert, jelentős alkotókat felsorakoztatni, így a hivatalos válogatásba meghívott rendezők között megtalálható volt Vóng Ká-vaj (Wong Kar Wai), Quentin Tarantino, Emir Kusturica, Gus Van Sant. Steven Soderbergh és Michael Moore, valamint a U2 rockegyüttes „házi rendezőjének” számító Mark Pellington.
Mivel a fesztivál elsősorban a művészekről szól, a fesztivál nekik kíván emléket állítani. 35 világhírű filmrendezőt kértek fel (többek között Lars von Trier, Wim Wenders, Roman Polański, Aki Kaurismäki és David Cronenberg), hogy minden megkötés nélkül készítsenek háromperces rövidfilmet a „moziterem” témakörben, amelyet Mindenkinek a maga mozija (Chacun son cinéma) címmel összeszerkesztettek. A négy nyelven (angol, francia, spanyol, mandarin) mozikba kerülő film világpremierjét Cannes-ban tartották.
A hivatalos program nyitófilmje Vóng Ká-vaj (Wong Kar Wai) My Blueberry Nights – A távolság íze című versenyfilmje, míg a zárófilm a kanadai Denys Arcand L'âge des ténèbres című, versenyen kívül vetített alkotása volt. A bejelentett menetrendtől eltérően a fesztivál közben hívták meg a hivatalos programba külön vetítésre az aktualitással bíró Bunt. Gyelo Litvinyenko című dokumentumfilmet, melyet Andrej Nekraszov és Olga Konszkaja rendezett.
A rendezvénysorozat keretében fesztivállátogatók előadást hallgathattak Martin Scorsesetől (Filmlecke), Sergio Castellitótól (Színészlecke), valamint Howard Shore-tól és David Cronenbergtől (Zenei lecke).
A filmes örökséget felkaroló Cannes-i Klasszikusok szekció három esemény (Martin Scorsese ötlete alapján, a filmvilág – elsősorban afrikai, dél-amerikai, ázsiai és közép-európai – mesterműveinek restaurálásáért és megőrzéséért tevékenykedő World Cinema Foundation létrehozása, John Wayne 100. születésnapja, valamint az ugyancsak 100. éve született Laurence Olivier Shakespeare-alakításai), négy filmről szóló dokumentumfilm, továbbá restaurált kópiák bemutatása köré szerveződött. Fővédnöki szerepét Andrzej Wajda vállalta el, akinek bemutatták Csatorna című filmje restaurált kópiáját. A Tizenkét dühös ember vetítésével emléket állítottak Henry Fonda amerikai színésznek, lánya Jane Fonda jelenlétében, aki – a fesztivál történetében negyedikként – Tiszteletbeli Pálmát kapott életműve és „harcos elkötelezettsége” elismeréseként.
A verseny fődíját a román Cristian Mungiu vehette át Jane Fondától 4 hónap, 3 hét, 2 nap című művészfilmjéért; a mustra 60. évfordulós díját a Paranoid Park rendezője, Gus Van Sant kapta. A zsűri a japán Kavasze Naomi Siratóerdő című filmjének ítélte oda a nagydíjat; a legjobb női alakítás díját Jeon Do-yeon (Rejtett napfény), a legjobb férfi alakításét Konstantin Lavronenko (Izgnanie) vehette át. A jubileumi fesztivál legjobb rendezője Julian Schnabel festőművész-filmrendező lett (Szkafander és pillangó).
 19 évvel Szabó István Hanussen című filmje után 2007-ben ismét szerepelt magyar film a versenyprogramban: Tarr Béla A londoni férfi című, francia–német–brit–magyar koprodukcióban készült alkotása. A forgatókönyvet Krasznahorkai Lászlóval együtt írta Georges Simenon azonos című bűnügyi regényéből, a főbb szerepekben Miroslav Krobottal, Tilda Swintonnal, Derzsi Jánossal, Szirtes Ágival és Lázár Katival. A fekete-fehér film vegyes fogadtatásban részesült. A fesztiválra kiutazott hivatalos delegáció tagja volt a film rendezője és társrendezője, Hranitzky Ágnes, valamint Téni Gábor producer, Víg Mihály zeneszerző, Derzsi János és Lénárt István főszereplők.
A jubileumi fesztivál iránti fokozott érdeklődést sikeresen használta ki a mustra idején megrendezett filmvásár, amelyre 4082 produkciós vagy forgalmazó cég, illetve nemzetközi ügynökség képviseletében 10 491 filmes szakember érkezett 92 országból, összesen 5157 filmet kínálva forgalmazásra. Megerősödött a latin-amerikai és ázsiai részvétel: a filmek mindössze 45%-a volt európai és 30%-a egyesült államokbeli; az ázsiaiak részaránya elérte a 12%-ot, míg latin-amerikaiaké a 6%-ot. A vásár keretében 899 filmet vetítettek le, közülük 551-et világpremierként.
Május 26-án immár ötödik alkalommal tartották meg az „Európa-napot”, melynek keretében összegyűltek Cannes-ban az Európai Unió kulturális miniszterei és filmes szaktekintélyei, hogy politikai megoldást találjanak a megváltozott digitális környezet kihívásaira.
A párhuzamos szekciókban nagyrészt elsőfilmes rendezők alkotásai szerepeltek, közülük nagy sikert aratott mind a kritika, mind a közönség körében a Kritikusok Hetén vetített Medúzák, Etgar Keret és Shira Geffen alkotása, a nyolc elsőfilmest felvonultató Rendezők Kéthete rendezvényen pedig Gaël Morel Utána című drámája, Catherine Deneuve főszereplésével, valamint Sandrine Bonnaire megindító dokumentumfilmje a Neve: Sabine.  E szekcióból került ki az Arany Kamera zsűrijének külön dicséretét elnyerő alkotás, Anton Corbijn Control című filmje. Bemutatták William Friedkin 1980-ban forgatott Portyán című krimijének HD minőségben restaurált kópiáját, s tisztelegtek A piros léggömb Oscar-díjas rendezője, Albert Lamorisse előtt, világhírű kisfilmjének, valamint a Crin blanc, cheval sauvage című rövidfilmjének újbóli vetítésével. A programban szereplő filmeken felül a rendezvény alapítója, a francia Filmrendezők Szövetsége (SRF) kérésére levetítették még Alain Cavalier 1986-os cannes-i zsűri-díjas Thérese története című filmjét, mivel a szervezet akkor adta át a művész részére az Arany Hintó díjat.

## Zsűri

### Versenyprogram
- Stephen Frears, filmrendező –  Egyesült Királyság – a zsűri elnök
- Abderrahmane Sissako, filmrendező –  Mauritánia
- Maggie Cheung, színésznő – Hongkong)
- Marco Bellocchio, filmrendező –  Olaszország
- Maria de Medeiros, színésznő, filmrendező –  Portugália
- Michel Piccoli, színész, filmrendező –  Franciaország
- Orhan Pamuk, író –  Törökország
- Sarah Polley, színésznő, filmrendező –  Kanada
- Toni Collette, színésznő –  Ausztrália

### Cinéfondation és rövidfilmek
- Csia Csang Ko (Jia Zhang Ke), filmrendező –  Kína – a zsűri elnöke
- Deborah Nadoolman Landis, kosztümtervező –  Amerikai Egyesült Államok
- Dominik Moll, filmrendező –  Franciaország
- Jean-Marie Gustave Le Clézio, író –  Franciaország
- Niki Karimi, színésznő –  Irán

### Un Certain Regard
- Pascale Ferran, filmrendező –  Franciaország – a zsűri elnöke
- Jasmine Trinca, színésznő –  Olaszország
- Cristi Puiu, filmrendező –  Románia
- Kent Jones, forgatókönyvíró –  Amerikai Egyesült Államok
- Pien Csin (边琴, Bian Qin), kritikus –  Kína

### Arany Kamera
- Pavel Szemjonovics Lungin, filmrendező –  Oroszország – a zsűri elnöke
- Julie Bertucelli, filmrendező –  Franciaország
- Clotilde Courau, színésznő –  Franciaország
- Renato Berta, operatőr –  Svájc

## Hivatalos válogatás

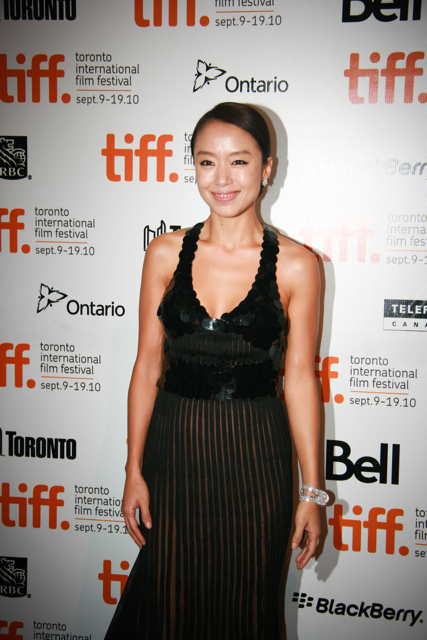
A legjobb színésznő, a dél-koreai Jeon Do-yeon

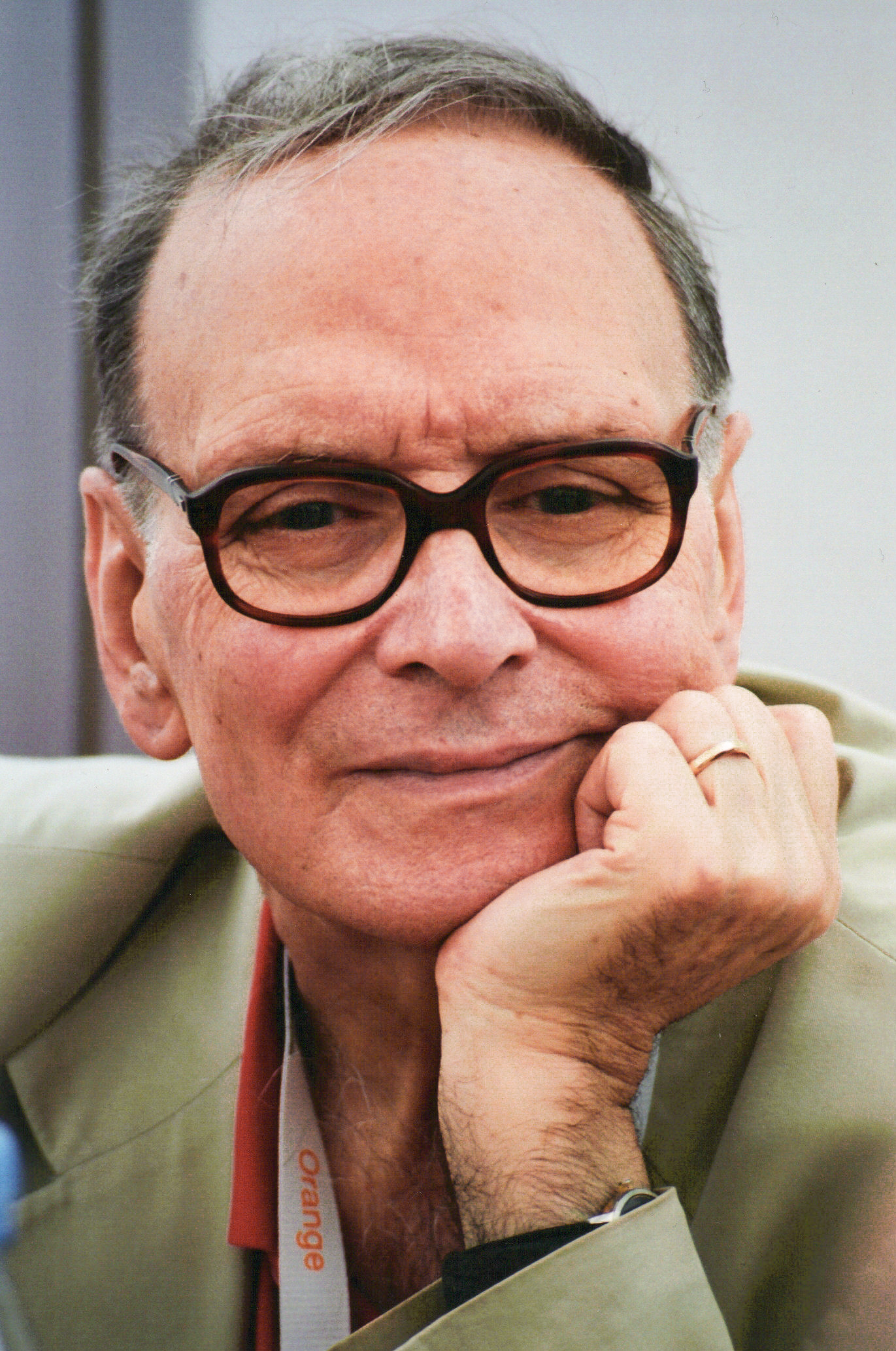
Ennio Morricone

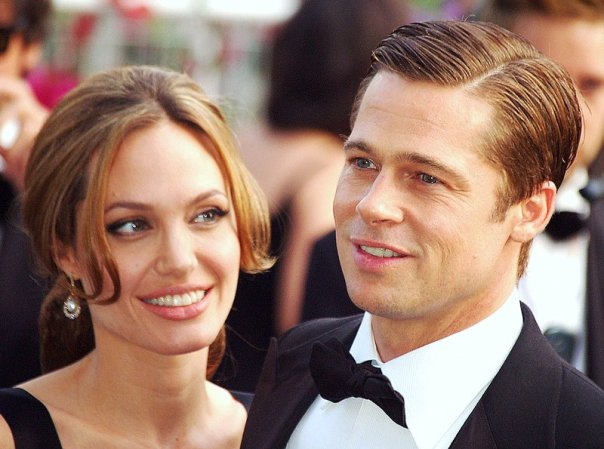
Angelina Jolie és Brad Pitt

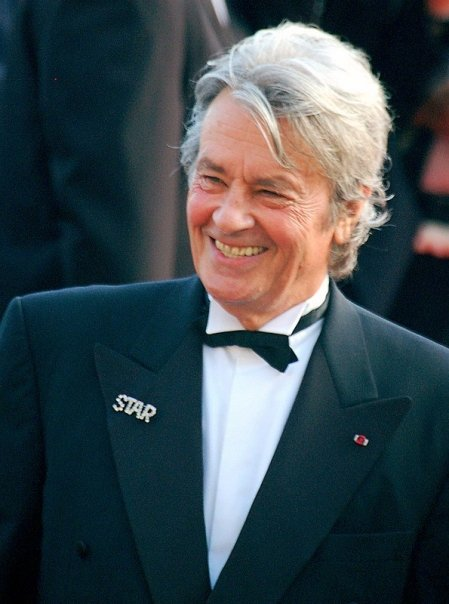
Alain Delon

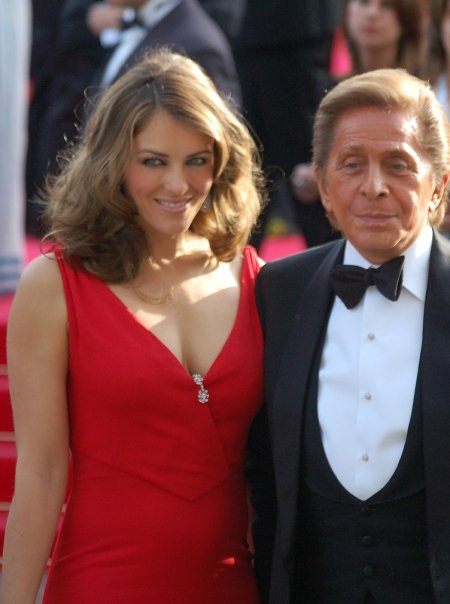
Elizabeth Hurley és Valentino Garavani

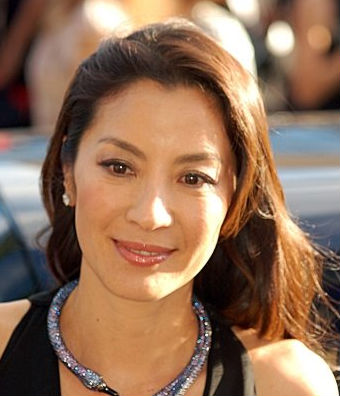
Michelle Yeoh

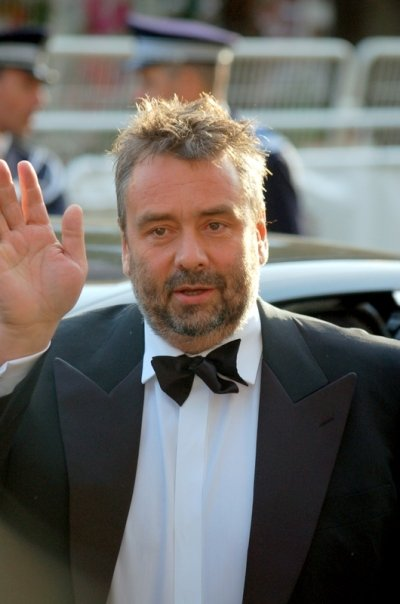
Luc Besson

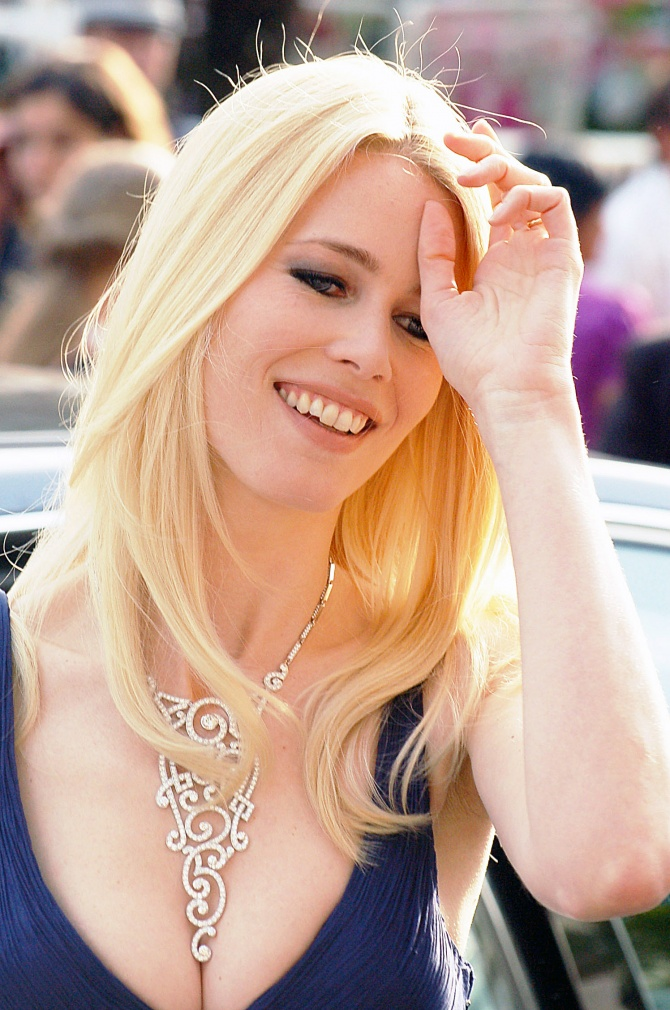
Claudia Schiffer

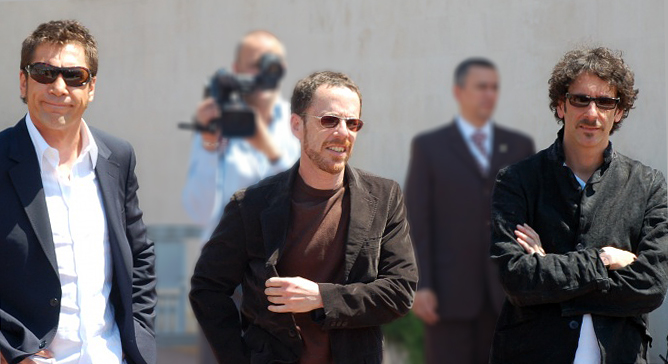
Javier Bardem és a Coen testvérek

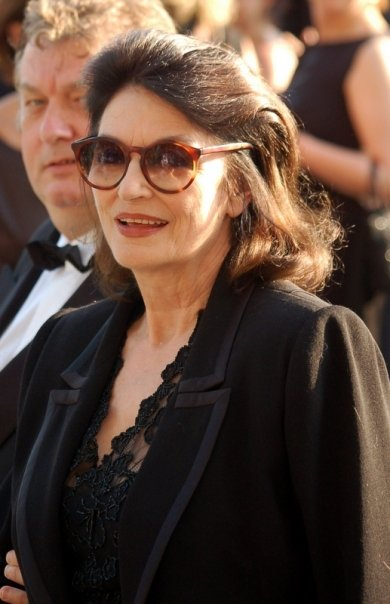
Anouk Aimée

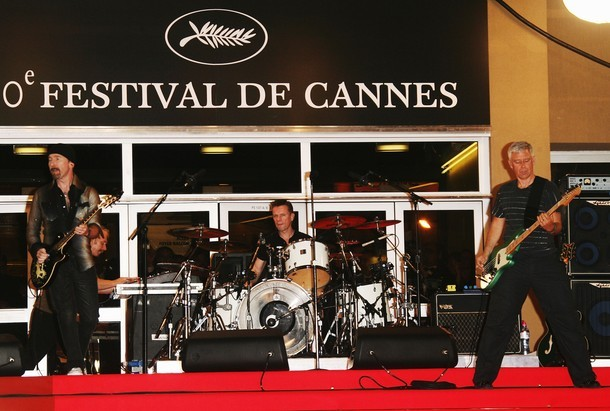
A U2 Cannes-ban

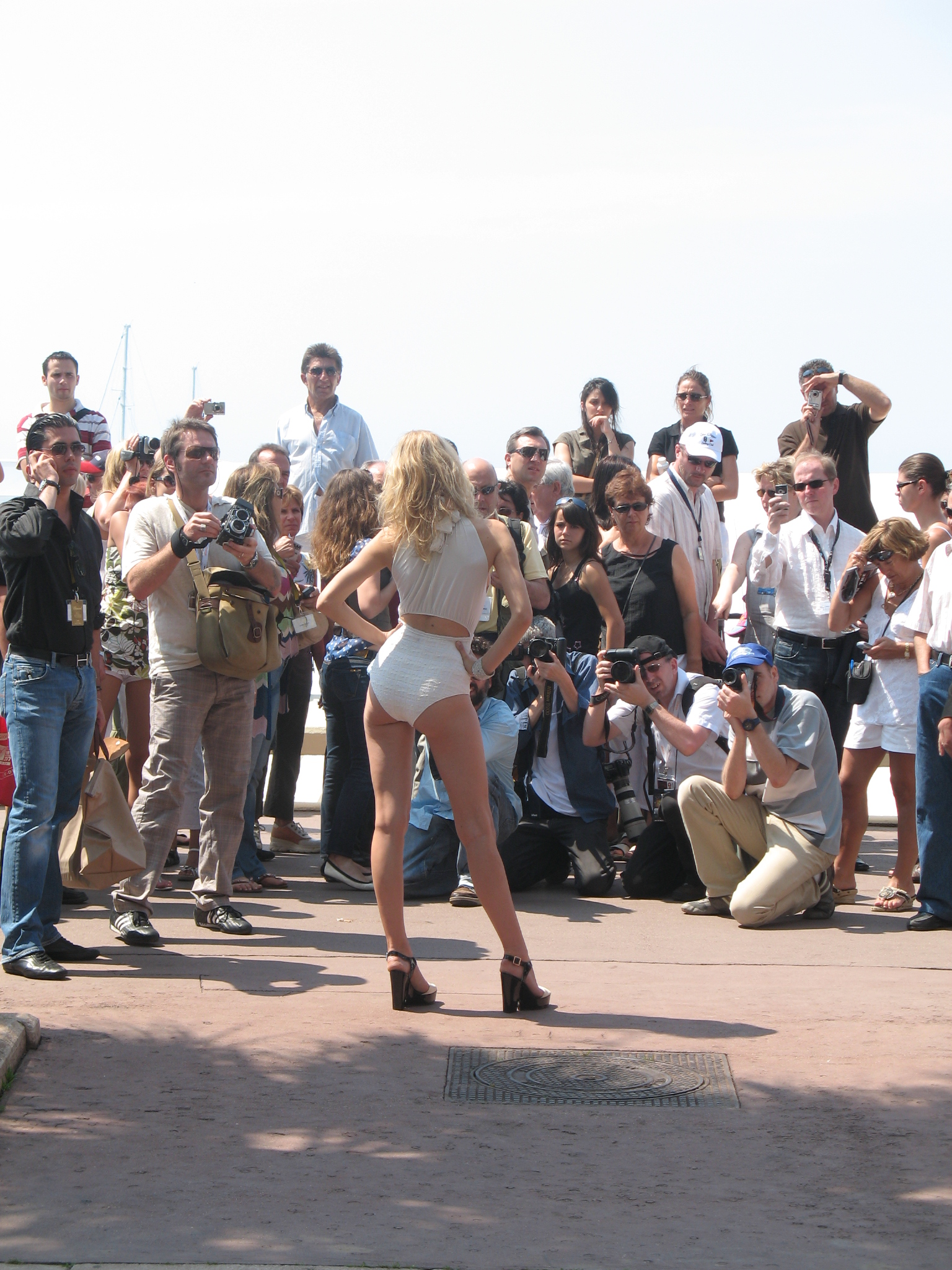
Egy starlette a fotósok gyűrűjében

### Nagyjátékfilmek versenye
- 4 luni, 3 saptamini si 2 zile (4 hónap, 3 hét, 2 nap)[2] – rendező: Cristian Mungiu
- A londoni férfi – rendező: Tarr Béla
- Alexandra – rendező: Alekszandr Nyikolajevics Szokurov
- Auf der Anderen Seite (A másik oldalon) – rendező: Fatih Akın
- Grindhouse – Death Proof (Grindhouse – Halálbiztos) – rendező: Quentin Tarantino
- Import/Export (Import Export) – rendező: Ulrich Seidl
- Izgnanie – rendező: Andrej Zvjagincev
- Le scaphandre et le papillon (Szkafander és pillangó) – rendező: Julian Schnabel
- Les chansons d'amour (Szerelmesdalok) – rendező: Christophe Honoré
- Milyang (Rejtett napfény) – rendező: Lee Chang-dong
- Mogari no mori (Siratóerdő) – rendező: Kavasze Naomi
- My Blueberry Nights (My Blueberry Nights – A távolság íze) – rendező: Vóng Ká-vaj (Wong Kar Wai)
- No Country for Old Men (Nem vénnek való vidék) – rendező: Joel és Ethan Coen
- Paranoid Park – rendező: Gus Van Sant
- Persépolis (Persepolis) – rendező: Marjane Satrapi és Vincent Paronnaud
- Soom (Lélegzet) – rendező: Kim Ki-Duk
- Stellet Licht (Csendes fény) – rendező: Carlos Reygadas
- Tehilim – rendező: Raphaël Nadjari
- Une vieille maîtresse (Az utolsó úrnő) – rendező: Catherine Breillat
- We Own the Night (Az éjszaka urai) – rendező: James Gray
- Zavet (Az ígéret szép szó) – rendező: Emir Kusturica
- Zodiac (Zodiákus) – rendező: David Fincher

### Nagyjátékfilmek versenyen kívül
- A Mighty Heart (Hatalmas szív)[2] – rendező: Michael Winterbottom
- L'âge des ténèbres – rendező: Denys Arcand
- Ocean’s Thirteen (Ocean’s Thirteen – A játszma folytatódik) – rendező: Steven Soderbergh
- Sicko – rendező: Michael Moore

#### Cannes-i klasszikusok
- Brando – rendező: Mimi Freedman és Leslie Greif
- Die Abenteuer des Prinzen Achmed (Ahmed herceg kalandjai) – rendező: Lotte Reiniger
- Donne-moi tes yeux – rendező: Sacha Guitry
- Dracula (Drakula) – rendező: Terence Fisher
- Hamlet – rendező: Laurence Olivier
- Henry V (V. Henrik) – rendező: Laurence Olivier
- Hondo[3] – rendező: John Farrow
- Kanal (Csatorna) – rendező: Andrzej Wajda
- La bandera (A spanyol légió)[4] – rendező: Julien Duvivier
- Limite (Határ) – rendező: Mario Peixoto
- Man of Cinema: Pierre Rissient – rendező: Todd McCarthy
- Maurice Pialat, L’amour existe – rendező: Anne-Marie Faux és Jean-Pierre Devillers
- Mikey and Nicky (Mikey és Nicky) – rendező: Elaine May
- Never Apologize – A personal Visit with Lindsay Anderson – rendező: Mike Kaplan
- Pădurea spânzuraților (Akasztottak erdeje I-II.) – rendező: Liviu Ciulei
- Pourquoi Israel – rendező: Claude Lanzmann
- Richard III (III. Richárd) – rendező: Laurence Olivier
- Rio Bravo – rendező: Howard Hawks
- Suspiria (Sóhajok) – rendező: Dario Argento
- Transes – rendező: Ahmed El Maanouni
- Twelve Angry Men (Tizenkét dühös ember) – rendező: Sidney Lumet
- Yeolnyeomun[5] – rendező: Shin Sang-ok
- Yoyo – rendező: Pierre Étaix

#### Éjféli előadások
- Boarding Gate (Amatőr bérgyilkos) – rendező: Olivier Assayas
- Go Go Tales – rendező: Abel Ferrara
- U2 3D (U2 3D) – rendező: Catherine Owens és Mark Pellington

#### Különleges előadások
- 11th Hour (Az utolsó óra) – rendező: Leila Conners Petersen és Nadia Conners
- Ho Fengming (和鳳鳴, He Fengming) – rendező: Vang Ping (王兵, Vang Ping)
- Retour en Normandie – rendező: Nicolas Philibert
- The War – rendező: Ken Burns és Lynn Novick

#### 60. évfordulós tiszteletadások
- Boxes – rendező: Jane Birkin
- Centochiodi (Száz szög) – rendező: Ermanno Olmi
- Roman de gare (Bestseller) – rendező: Claude Lelouch
- Ulzhan – rendező: Volker Schlöndorff

### Un Certain Regard
- Actrices (Színésznők) – rendező: Valeria Bruni Tedeschi
- Am Ende kommen Touristen (A végén turisták jönnek)[2] – rendező: Robert Thalheim
- Bikur Ha-Tizmoret (A zenekar látogatása) – rendező: Eran Kolirin
- California Dreamin' – rendező: Cristian Nemescu
- Calle Santa Fe – rendező: Carmen Castillo
- Du levande (Te, aki élsz) – rendező: Roy Andersson
- El baño del Papa (Ahová a Pápa is gyalog jár) – rendező: Enrique Fernández és César Charlone
- Et toi t'es sur qui? – rendező: Lola Doillon
- Kuaile Gongchang – rendező: Ekachai Uekrongtham
- L’avocat de la terreur (A terror ügyvédje) – rendező: Barbet Schroeder
- La soledad – rendező: Jaime Rosales
- Le voyage du ballon rouge[6] – rendező: Hou Hsziao-hszien (侯孝賢, Hou Hsiao-hsien)
- Magnus (Magnus) – rendező: Kadri Kõusaar
- Mang csing (Mang jing) – rendező: Li Jang (Li Yang)
- Mio fratello è figlio unico (Testvérem egyedüli gyerek) – rendező: Daniele Luchetti
- Mister Lonely (Imitátorok) – rendező: Harmony Korine
- Munyurangabo – rendező: Lee Isaac Chung
- Naissance des pieuvres (Vízi liliomok) – rendező: Céline Sciamma
- Una novia errante – rendező: Ana Katz

### Rövidfilmek versenye
- Ah ma – rendező: Anthony Chen
- Arka (Bárka) – rendező: Grzegorz Jonkajtys
- Gia to onoma tou spourgitiou – rendező: Kyros Papavassiliou
- Het zusje – rendező: Marco van Geffen
- My Dear Rosseta – rendező: Yang Hae-hoon
- Résistance aux tremblements – rendező: Olivier Hems
- Run – rendező: Mark Albiston
- Spegelbarn – rendező: Erik Rosenlund
- The Last 15 – rendező: Antonio Campos
- The Oate’s Valor – rendező: Tim Thaddeus Cahill
- Ver llover – rendező: Elisa Miller

### Cinéfondation
- A Réunion – rendező: Hong Sung-hoon (Korean Academy of Film Arts,  Dél-Korea)
- Aditi Singh – rendező: Mickael Kummer (Le Fresnoy,  Franciaország)
- Ahora todos parecen contentos – rendező: Gonzalo Tobal (Universidad del Cine,  Argentína)
- Berachel bitha haktana – rendező: Efrat Corem (Sapir Academic College,  Izrael)
- Chinese Whispers – rendező: Raka Dutta (Satyajit Ray Film & Television Institute,  India)
- For the Love of God – rendező: Joseph Tucker (National Film and Television School,  Egyesült Királyság)
- Goyta – rendező: Joanna Jurewicz (New York University,  Amerikai Egyesült Államok)
- Halbe Stunden – rendező: Nicolas Wackenbartg (Deutsche Film- und Fernsehakademie Berlin,  Németország)
- Minus – rendező:  Pavle Vuckovic (Fakultet Dramskih Umetnosti,  Szerbia)
- Mish'Olim – rendező: Hagar Ben-Asher (Minshar School,  Izrael)
- Neosztorozsnoszty – rendező: Alexandr Kugel (VGIK,  Oroszország)
- Rondo – rendező: Marja Mikkonen (Finnish Academy of Fine Arts,  Finnország)
- Zsu tao (Ru dao) – rendező:  Csen Tao (Chen Tao) (Beijing Film Academy,  Kína)
- Saba – rendező: Thereza Menezes és Gregorio Graziosi (FAAP University,  Brazília)
- Triple 8 Palace – rendező: Alexander Ku (New York University,  Amerikai Egyesült Államok)
- Vita di Giacomo – rendező: Luca Governatori (La Fémis,  Franciaország)

## Párhuzamos rendezvények

### Kritikusok Hete

#### Nagyjátékfilmek
- A Via Láctea – rendező: Lina Chamie
- Funuke domo, kanasimi no ai vo miszero – rendező: Josida Daihacsi
- Meduzot (Medúzák)[2] – rendező: Etgar Keret és Shira Geffen
- Nos retrouvailles (Apám után) – rendező: David Oelhoffen
- Párpados azules – rendező: Ernesto Contreras
- Voleurs de chevaux – rendező: Micha Wald
- XXY – rendező: Lucía Puenzo

#### Rövidfilmek
- Both – rendező: Bass Bre’che
- Fog – rendező: Peter Salmon
- La route, la nuit – rendező: Marine Alice Le Du
- Madame Tutli-Putli – rendező: Chris Lavis és Maciek Szczerbowski
- Rabbit Troubles – rendező: Kamen Kalev és Dimitar Mitovski
- Saliva – rendező: Esmir Filho
- Um ramo – rendező: Juliana Rojas és Marco Dutra

#### Külön előadások
- A l’intérieur (A betolakodó) – rendező: Alexandre Bustillo és Julien Maury
- Chambre 616 – rendező: Frédéric Pelle
- Déficit – rendező: Gael García Bernal
- El asaltante – rendező: Pablo Fendrik
- El orfanato (Árvaház) – rendező: Juan Antonio Bayona
- Expired (Parkolópályán) – rendező: Cecilia Miniucchi
- Héros – rendező: Bruno Merle
- Malos hábitos (Rossz szokások) – rendező: Simón Bross
- Primrose Hill – rendező: Mikhaël Hers
- Problemt sz komarite i drugi istorii[7] (A szúnyogirtás és más történetek) – rendező: Andrej Paunov
- Situation Frank – rendező: Patrik Eklund

### Rendezők Kéthete

#### Nagyjátékfilmek
- Après lui (Utána)[2] – rendező: Gaël Morel
- Avant que j'oublie (Mielőtt elfelejtem) – rendező: Jacques Nolot
- Chop Shop (Chop Shop – A londoni műhely) – rendező: Ramin Bahrani
- Control – rendező: Anton Corbijn
- Dai-Nihonjin[8] (A legnagyobb japán) – rendező: Macumoto Hitosi
- Elle s'appelle Sabine (Neve: Sabine) – rendező: Sandrine Bonnaire
- Foster Child – rendező: Brillante Mendoza
- Garage (Garázs) – rendező: Leonard Abrahamson
- Gegenüber (Kínzó együttlét) – rendező: Jan Bonny
- La France (La France) – rendező: Serge Bozon
- La influencia – rendező: Pedro Aguilera
- La question humaine – rendező: Nicolas Klotz
- Mutum – rendező: Sandra Kogut
- O Estado do Mundo – rendező: Ayisha Abraham, Chantal Akerman, Pedro Costa, Vicente Ferraz, Vang Ping (王兵, Wang Bing) és Apichatpong Weerasethakul
- Ploy – rendező: Ratanaruang Pen-ek
- PVC-1 (PVC-1) – rendező: Spiros Stathoulopoulos
- Savage Grace (Kegyetlen báj) – rendező: Tom Kalin
- Smiley Face (Besütizve) – rendező: Gregg Araki
- Sukkar banat (Karamell) – rendező: Nadine Labaki
- Tout est pardonné – rendező: Mia Hansen-Løve
- Un homme perdu (Elveszett ember) – rendező: Danielle Arbid
- Yumurta (Jumurta - Egy falusi temetés)[9] – rendező: Semih Kaplanoglu
- Zoo – rendező: Robinson Devor

#### Rövidfilmek
- Avant pétalos grillados – rendező: Velasco Broca
- Candy Boy – rendező: Pascal-Alex Vincent
- China, China – rendező: João Pedro Rodrigues és João Rui Guerra da Mata
- Entracte – rendező: Yann Gonzalez
- Hoguera – rendező: Andrés Baiz
- Même pas mort (Rosszabb mint egy fiú) – rendező: Claudine Natkin
- Mota shel shula – rendező: Asaf Korman
- Silêncio – rendező: François-Jacques Ossang
- superDONG – rendező: Yue Weng Pok
- Tel père, telle fille – rendező: Sylvie Ballyot

#### Külön előadások
- Crin blanc: Le cheval sauvage – rendező: Albert Lamorisse
- Cruising (Portyán) – rendező: William Friedkin
- Le ballon rouge (A piros léggömb) – rendező: Albert Lamorisse

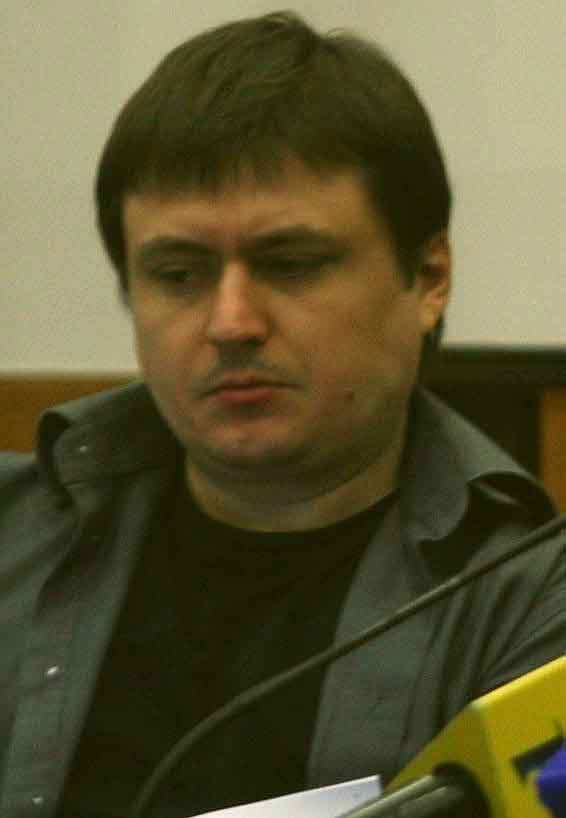
Az Arany Pálmás és FIPRESCI-díjas Cristian Mungiu

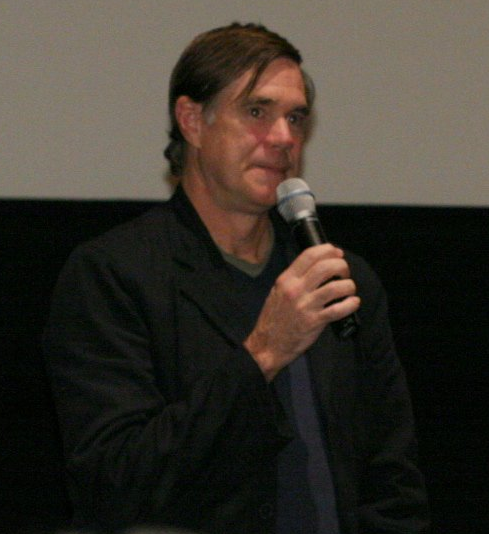
A 60. évfordulós díj tulajdonosa, Gus Van Sant

## Díjak

### Nagyjátékfilmek
- Arany Pálma: 4 luni, 3 saptamini si 2 zile (4 hónap, 3 hét, 2 nap) – rendező: Cristian Mungiu
- Nagydíj: Mogari no mori (Siratóerdő) – rendező: Kavasze Naomi
- A fesztivál 60. évfordulós díja: Paranoid Park – rendező: Gus Van Sant
- A zsűri díja:
  - Persépolis (Persepolis) – rendező: Marjane Satrapi és Vincent Paronnaud
  - Stellet Licht (Csendes fény) – rendező: Carlos Reygadas
- Legjobb rendezés díja: Le scaphandre et le papillon (Szkafander és pillangó) – rendező: Julian Schnabel
- Legjobb női alakítás díja: Jeon Do-yeon – Milyang
- Legjobb férfi alakítás díja: Konstantin Lavronenko – Izgnanie
- Legjobb forgatókönyv díja: Auf der Anderen Seite (A másik oldalon) – forgatókönyvíró- rendező: Fatih Akın

### Un Certain Regard
- Un Certain Regard-díj: California Dreamin' – rendező: Cristian Nemescu
- Un Certain Regard zsűri különdíja: Actrices (Színésznők) – rendező: Valeria Bruni Tedeschi
- Un Certain Regard zsűri kedvence: Bikur Ha-Tizmoret (A zenekar látogatása) – rendező: Eran Kolirin

### Rövidfilmek
- Arany Pálma (rövidfilm): Ver llover – rendező: Elisa Miller
- A zsűri különdíja (rövidfilm):
  - Ah ma – rendező: Anthony Chen
  - Run – rendező: Mark Albiston

### Cinéfondation
- A Cinéfondation első díja: Ahora todos parecen contentos – rendező: Gonzalo Tobal
- A Cinéfondation második díja: Zsu tao (Ru dao) – rendező:  Csen Tao (Chen Tao)
- A Cinéfondation harmadik díja:
  - A Réunion – rendező: Hong Sung-hoon
  - Minus – rendező:  Pavle Vuckovic

### Arany Kamera
- Arany Kamera: Meduzot (Medúzák)[10] – rendező: Etgar Keret és Shira Geffen
- Arany Kamera – Külön dicséret: Control[11] – rendező: Anton Corbijn

### Egyéb díjak
- Tiszteletbeli Pálma: Jane Fonda
- FIPRESCI-díj:
  - 4 luni, 3 saptamini si 2 zile (4 hónap, 3 hét, 2 nap) – rendező: Cristian Mungiu
  - Bikur Ha-Tizmoret (A zenekar látogatása)[12] – rendező: Eran Kolirin
  - Elle s'appelle Sabine (Neve: Sabine)[11] – rendező: Sandrine Bonnaire
- Technikai nagydíj: Janusz Kamiński operatőr – Le scaphandre et le papillon (Szkafander és pillangó)
- Ökumenikus zsűri díja: Auf der Anderen Seite (A másik oldalon) – rendező: Fatih Akin
- Ifjúság díja: Bikur Ha-Tizmoret (A zenekar látogatása)[12] – rendező: Eran Kolirin
- François Chalais-díj: A Mighty Heart (Hatalmas szív) – rendező: Michael Winterbottom
- Chopard Trófea: Archie Panjabi, Nick Cannon

## Hírességek
Anouk Aimée, Fanny Ardant, Asia Argento, Claudine Auger, Javier Bardem, Gael García Bernal, Juliette Binoche, Jane Birkin, Jean-Claude Brialy, Josh Brolin, Patrick Bruel, Gerard Butler, Claudia Cardinale, Vincent Cassel, Csang Ce-ji (Zhang Ziyi), Geraldine Chaplin, George Clooney, Daniel Craig, Jean-Claude Van Damme, Matt Damon, Rosario Dawson, Alain Delon, Julie Delpy, Catherine Deneuve, Gérard Depardieu, Leonardo DiCaprio, Minnie Driver, Faye Dunaway, Robert Duvall, Vanessa Ferlito, Louis Garrel, Tsui Hark, Isabelle Huppert, Elizabeth Hurley, Angelina Jolie, Norah Jones, Tommy Lee Jones, Patricia Kaas, Mathieu Kassovitz, Doutzen Kroes, Diane Kruger, Bernadette Lafont, Jude Law, Gong Li, Andy MacDowell, Sophie Marceau, Chiara Mastroianni, Rose McGowan, Helen Mirren, Taylor Momsen, Julianne Moore, Ermanno Olmi, Krzysztof Penderecki, Brad Pitt, Aisvarja Rai, Charlotte Rampling, Robert Rodríguez, Mickey Rourke, Kurt Russell, Ludivine Sagnier, Claudia Schiffer, Hanna Schygulla, Jason Statham, Sharon Stone, Max Von Sydow, Tilda Swinton, Quentin Tarantino, Paolo Taviani, Vittorio Taviani, Kerry Washington, Lambert Wilson, Michelle Yeoh, Billy Zane, Príti Zinta, Príti Zinta